# Szaleństwa młodości
Szaleństwa młodości (ang. That Thing You Do!) – amerykański komediodramat z 1996 roku w reżyserii Toma Hanksa, będący jego pełnometrażowym debiutem. Opowiada o czwórce przyjaciół, która postanawia założyć zespół rockowy. Zdjęcia kręcono w Pensylwanii i Los Angeles.

## Fabuła
Lata 60. XX w. Jimmy i Lenny zakładają zespół muzyczny o nazwie „Oneders”. Nazwę zespołu wymyśla dziewczyna Jimmy'ego, Faye. Po wygraniu lokalnego konkursu, szef znanej wytwórni proponuje im współpracę. Wraz z sukcesami i pieniędzmi przychodzą też pierwsze rozczarowania. Ich singel „That Thing You Do!” przynosi im ogromny sukces, stają się prawdziwymi gwiazdami rocka i zmieniają nazwę zespołu na „The Wonders”. Podróżują po Stanach Zjednoczonych, gdzie poznają wiele gwiazd z tamtych czasów. W wyniku kłótni z menedżerem White'em odchodzi Jimmy, przez co zespół zrywa kontrakt i rozpada się.

## Obsada
- Tom Everett Scott – Guy 'Skitch' 'Shades' Patterson
- Liv Tyler – Faye Dolan
- Johnathon Schaech – Jimmy Mattingly
- Steve Zahn – Lenny Haise
- Ethan Embry – T. B. Player
- Tom Hanks – Pan White
- Charlize Theron – Tina
- Obba Babatundé – Lamarr
- Giovanni Ribisi – Chad
- Chris Ellis – Phil Horace
- Alex Rocco – Sol Siler
- Bill Cobbs – Del Paxton
- Peter Scolari – Troy Chesterfield
- Rita Wilson – Marguerite

## Nagrody i nominacje
Oscary za rok 1996
- Najlepsza piosenka – That Thing You Do! – muz. i sł. Adam Schlesinger (nominacja)

Złote Globy 1996
- Najlepsza piosenka – That Thing You Do! – muz. i sł. Adam Schlesinger (nominacja)

Nagroda Satelita 1996
- Najlepsza piosenka – That Thing You Do! – muz. i sł. Adam Schlesinger (nominacja)